# Saxifraga cochlearis
Saxifraga cochlearis är en stenbräckeväxtart som beskrevs av Heinrich Gottlieb Ludwig Reichenbach. Saxifraga cochlearis ingår i Bräckesläktet som ingår i familjen stenbräckeväxter. Inga underarter finns listade i Catalogue of Life.

## Bildgalleri

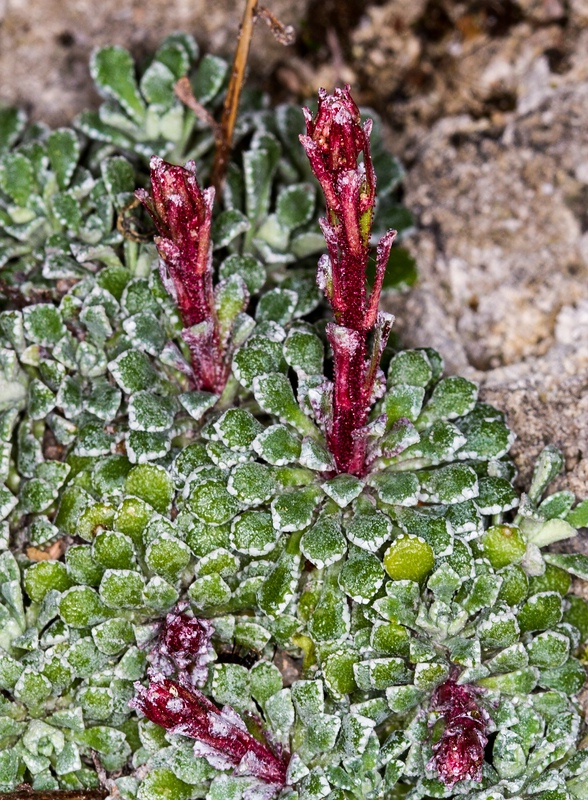
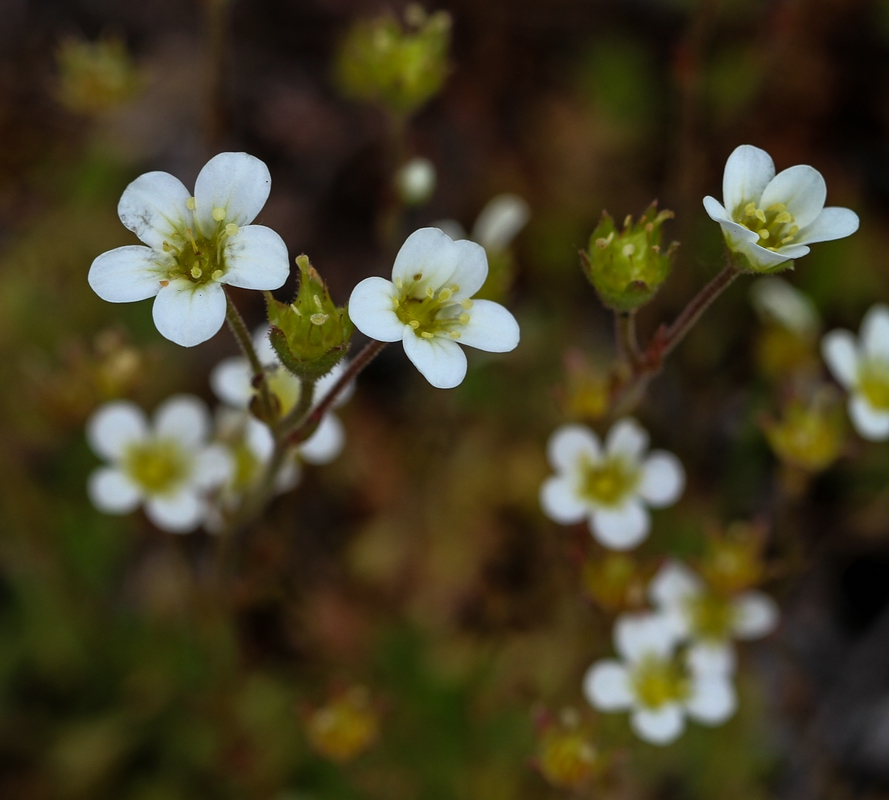
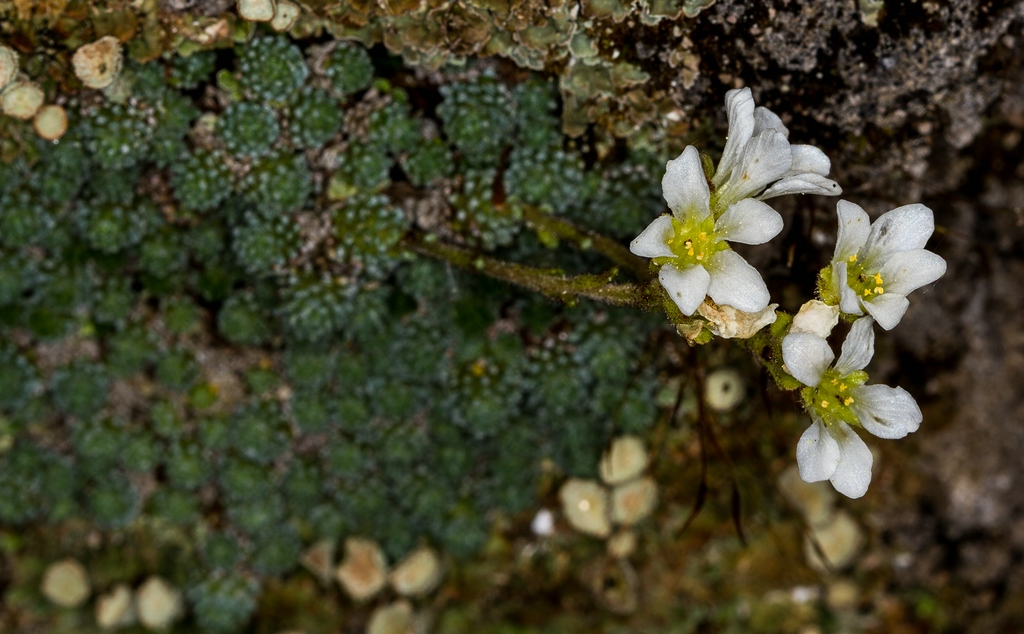
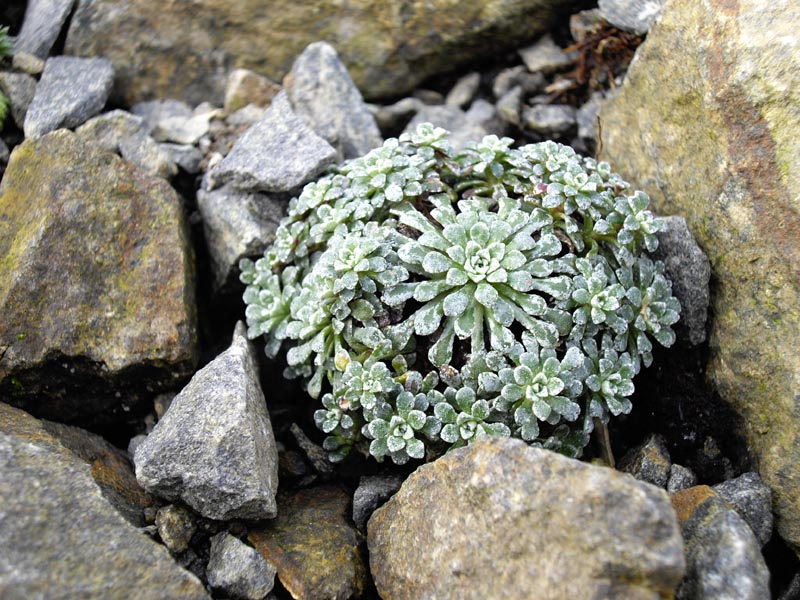
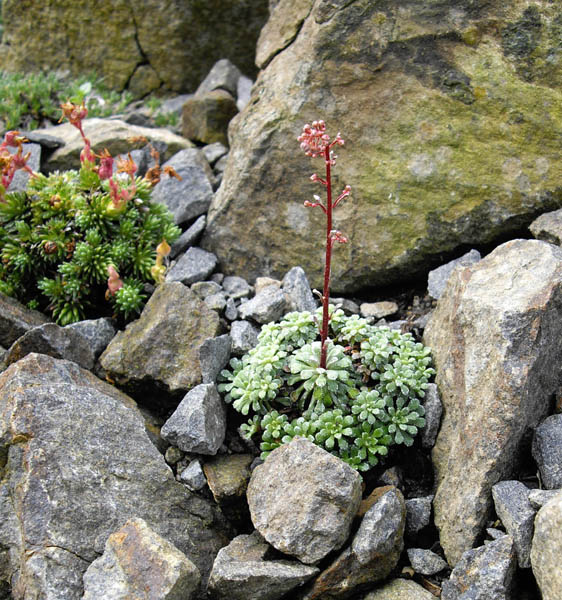
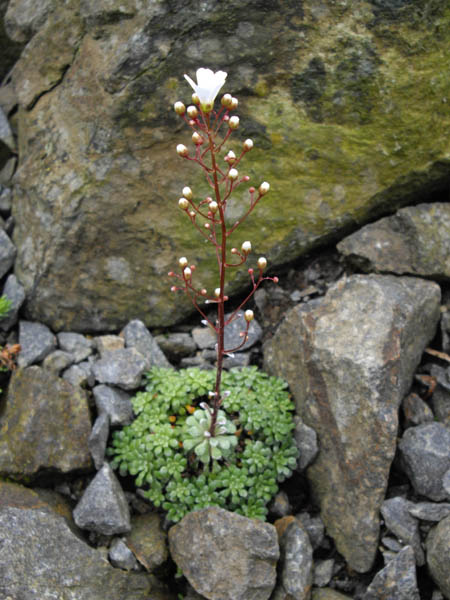